# 鸡肉沙拉
鸡肉沙拉是以鸡肉为主要配料的沙拉。這些雞肉基本上為切碎的熟鸡肉或罐装鸡肉。鸡肉沙拉內其他常见配料還有奶油芝士、蛋黃醬、水煮蛋、洋蔥、菜椒、醃黃瓜以及芥末醬。